# Ptilamicta
Ptilamicta is een geslacht van vlinders van de familie van de zakjesdragers (Psychidae). De wetenschappelijke naam van dit geslacht is voor het eerst voorgesteld door Igor Vasilii Kozhanchikov in een publicatie uit 1956.
Dit geslacht is monotypisch, dat wil zeggen dat het maar één soort heeft namelijk Ptilamicta erythropyga Kozhanchikov, 1956, die in de Zuidelijke Kaukasus voorkomt.